# 黑鼻
黑鼻（2002年？—2010年6月18日），是一隻曾在台灣新北市瑞芳區猴硐車站猴硐貓村的街貓，性別公，今在臺中市新烏日車站有其帶列車長帽的塑像。

## 生平
2001年，瑞芳鎮光復里里長周晉德與妻子開始餵食兩隻街貓，之後吸引街貓聚集。其中一隻鼻子有黑斑的貓，據周晉億妻子吳梨花回憶約2002年就出現。2007年，簡佩玲第一次來到猴硐，就為當地街貓的眾多感到驚喜，因此與幾位同好投入當地街貓照護、結紮、清理環境。簡佩玲為這隻有鼻上有斑點的貓取作「黑鼻」，在部落格以「四大天王」之一介紹，說很會撒嬌、喜歡與旅客玩逗貓棒且會與遊客拍照。在台北市開設中山動物醫院的簡佩玲丈夫林政毅，為避免猴硐貓群再繼續增加，利用假日為公貓結紮。「黑鼻」結紮後，行為偏向雌性，開始跟另一隻公貓「麒麟尾」形影不離。
2010年，簡佩珊獲得日本田代島攝影比賽金貓賞時，猴硐貓村也成為新觀光景點，並獲台灣鐵路管理局推出以猴硐貓為主題的月台票。據台灣動物緊急救援小組志工倪京台回憶，該年6月「黑鼻」忽然失蹤三天，出現後就爆瘦且嘴部被魚骨刺傷潰爛、進食困難，住院後在6月18日死亡。貓友社把牠火化後，由貓友「芭樂」帶著骨灰甕從台北搭火車，在車窗前與沿途七堵、瑞芳等車站站牌名拍照，最後寄放在光復里里長周晉德家中。

## 紀念

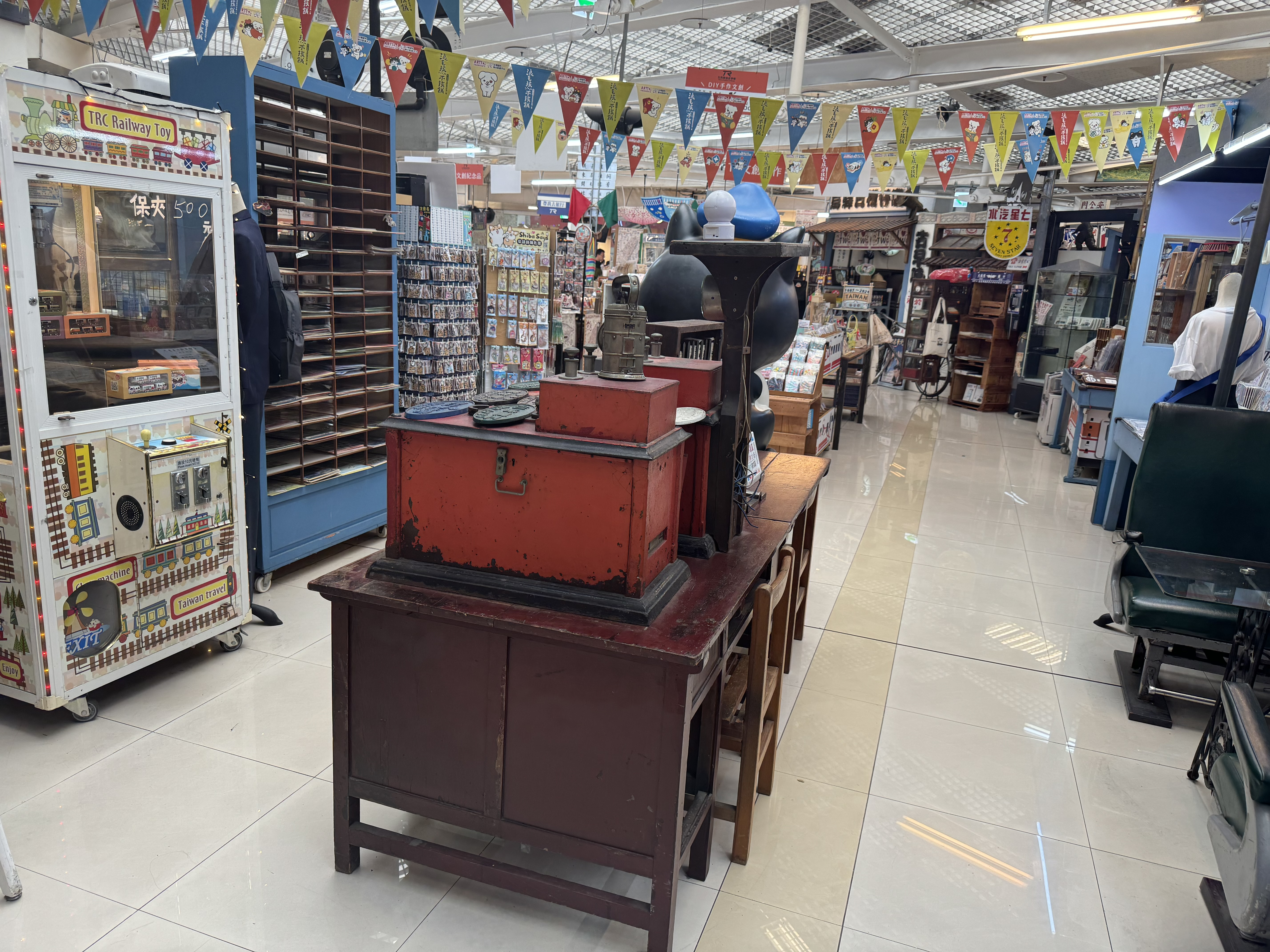
新烏日站穿堂商店街一景

在猴硐車站經營「貓行館」紀念品店的何元富，自費新台幣11萬請人依貓友「貓小P」畫出的「黑鼻」圖像打造高180公分、寬約150公分的塑像。2010年9月13日，「黑鼻」貓塑像在猴硐車站揭幕時，台鐵宜蘭運務段副段長吳宏男致贈列車長帽，並表示這是台鐵第一次送非鐵路人員列車長帽，且也是台鐵首度以動物為主題和社區營造合作的案子。貓像下方設置樂捐箱，作為當地貓群的醫療基金。
2012年6月22日，何元富在新烏日台鐵站與烏日高鐵站間穿堂開設商店。隨疫情影響，猴硐遊客數減少，「貓行館」未再繼續營業。「黑鼻」塑像被何元富移到自己在新烏日車站的商店後，成為當地《Pokémon GO》補給站圖樣，被《Pokémon GO》玩家稱為「big cat」。瑞芳區長楊勝閔因接獲遊客反映未在候硐車站見到「黑鼻」塑像，便希望能將此像接回。